# 美国陆军部队司令部
陆军部队司令部（英語：Army Forces Command，FORSCOM）是美國陸軍最大的司令部，負責為作戰指揮官提供遠征、區域參與、具有參戰能力的地面部隊。總部位於北卡羅萊納州布拉格堡，由超過750,000名正規軍、國民兵、預備役組成。

## 任務
FORSCOM trains and prepares a combat ready, globally responsive Total Force in order to build and sustain readiness to meet Combatant Command requirements。
訓練作戰部隊和準備支援全球戰備，達到作戰司令部的要求是部队司令部的使命。

## 概述
在冷戰時期，部隊司令部監督許多負責美國本土的軍事部隊，例如第一軍團、第四軍團、第五軍團、第六軍團，這些部隊隨著時間推移而有所不同。
第一軍團負責對國民兵和預備役進行訓練與動員。
部隊司令部目前掌管一個軍團和四個現役軍，分別是路易斯堡的第一軍、諾克斯堡的第五軍、胡德堡的第三軍以及布拉格堡的第十八空降軍。
第一軍由美國太平洋陸軍指揮，第五軍由美國歐洲陸軍指揮，這兩支部隊因為駐地位在美國本土，因此由部隊司令部行政監督。而第三軍負責擔任常規進攻部隊，第十八空降軍則是全球快速反應部隊，這兩支部隊是美國陸軍的主要戰鬥力量，
除了正規軍，部隊司令部也掌管美國本土的美國陸軍國民警衛隊及美國陸軍預備役，陸軍預備役司令部同樣隸屬於部隊司令部，兩者總部位於同一棟建築。

### 傳承歷史
- 美國陸軍地面部隊，1942年 - 1948年
- 美國陸軍野戰部隊，1948年 - 1955年
- 本土陸軍司令部，1955年 - 1973年
- 美國陸軍部隊司令部，1973年 - 1987年
- 美國部隊司令部，1987年 - 1993年
- 美國陸軍部隊司令部，1993年至今

## 组织

第一军團

第三軍

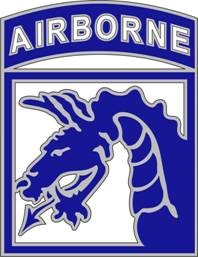
第十八空降軍

- 第一軍團
  - 東部師
  - 西部師
- 第三軍
  - 第1步兵師
  - 第1騎兵師
  - 第1裝甲師
  - 第4步兵師
- 第十八空降軍
  - 第3步兵師
  - 第10山地師
  - 第82空降師
  - 第101空降師
- 陸軍預備役司令部
- 安全部隊援助司令部
- 第20化生放核司令部
- 第32陸軍航空與飛彈防禦司令部
- 歐文堡國家訓練中心
- 聯合戰備訓練中心